# Stéphan Perrot
Stéphan Perrot (Nizza, 19 giugno 1977) è un ex nuotatore francese.

## Carriera
Fortemente specializzato nella rana, può forgiarsi di due titoli continentali in vasca corta ed uno in vasca lunga.

## Palmarès
- Europei

Istanbul 1999: oro nei 200m rana e bronzo nei 100m rana.
- Europei in vasca corta:

Sheffield 1998: bronzo nei 200m rana.
Lisbona 1999: oro nei 200m rana.
Valencia 2000: oro nei 200m rana.
- Giochi del Mediterraneo

Bari 1997: oro nei 200m rana.